# Jens Heppner
Jens Heppner (nascido em 23 de dezembro de 1964) é um ex-ciclista alemão, que participava em competições de ciclismo de estrada. Foi profissional de 1991 até agosto de 2005.